# Volverte a ver (canción)
«Volverte a ver» es una canción escrita e interpretada por el cantautor colombiano Juanes. Es el segundo sencillo lanzado en las radios (después de «Nada valgo sin tu amor») de su tercer álbum de estudio en solitario Mi sangre (2004). La canción trata sobre el fuerte deseo de un soldado de guerra de Colombia de ver a su esposa viva y volver a ser feliz con ella.

## Lista de canciones
1. Volverte a ver - 3:38 (Juanes)

## Video musical
El video para esta canción fue dirigido por Gustavo A. Garzón y producido por Cecilia Sagredo. Ganó un premio Grammy Latino por el Mejor Video Corto Musical en los Latin Grammy Awards de 2005.

### Sinopsis
El video muestra a Juanes y a una mujer pasando momentos románticos; en otras se muestran cuadros, el Árbol de la Vida, a Juanes sin su rostro en la mitad del video, tocando la guitarra o fotografías de él mismo.

## Posicionamiento en listas
| Lista (2004/2006)                | Mejor posición |
| -------------------------------- | -------------- |
| Alemania (Media Control AG)      | 28             |
| Austria (Ö3 Austria Top 40)      | 40             |
| Argentina (Top 20)               | 1              |
| Chile (Top 20)                   | 2              |
| España (AFYVE)                   | 1              |
| Estados Unidos (Hot Latin Songs) | 1              |
| Estados Unidos (Latin Pop Songs) | 1              |
| Europa European Hot 100          | 94             |

### Sucesión y posicionamiento
| Predecesor: Todo el año de Obie Bermúdez | U.S. Billboard Hot Latin Tracks — Sencillo N°. 1 5 de febrero de 2005 - 25 de febrero de 2005 | Sucesor: Hoy como ayer de Conjunto Primavera |

| Predecesor: Porque están cruel el amor de Ricardo Arjona | U.S. Billboard Latin Pop Airplay — Sencillo N°. 1 5 de febrero de 2005 - 25 de febrero de 2005 | Sucesor: Te buscaría de Christian Castro |